# Boutros Boutros-Ghali

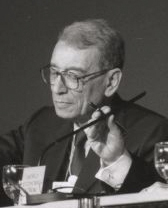
Boutros Boutros-Ghali

Boutros Boutros-Ghali, în arabă بطرس بطرس غالي, (n. 14 noiembrie 1922, Cairo, Egipt - d. 16 februarie 2016)  a fost un jurist, profesor și diplomat egiptean ce a ocupat postul de Secretar General al Națiunilor Unite între 1 ianuarie 1992 și 31 decembrie 1996.

## Biografie

### Origini
Boutros Boutros-Ghali s-a născut la Cairo, la 14 noiembrie 1922, într-o importantă familie de creștini copți (Boutros însemnând Petru în arabă, iar în limba coptă: Petros). Unchiul său, Boutros Ghali a fost prim ministru al Egiptului, iar fratele său, Waghuih Ghali este un scriitor egiptean.

### Studii
A studiat dreptul a Universitatea din Cairo până în 1946, iar ulterior a obținut titlul de doctor la Universitatea din Paris precum și o diplomă în domeniul relațiilor internaționale de la Institutul de Studii Politice din Paris (în franceză "Institut d'Études Politiques de Paris" ).

## Activitate

### Profesor
A fost profesor de drept și relații internaționale la Universitatea din Cairo până în 1977, perioadă în care a fost foarte activ în lumea academică.

### Ministru
Boutros Boutros-Ghali a ocupat postul de Ministru de Stat pentru Afacerile Externe în guvernul egiptean între 1977 și 1991, calitate din care a jucat un rol important în semnarea acordurilor de pace dintre Egipt și Israel.

### Activitatea diplomatică

#### Secretar General al Organizației Națiunilor Unite
Boutros Boutros-Ghali a fost al șaselea Secretar General al ONU, în ordine cronologică, succedându-i lui Javier Pérez de Cuéllar. Șefia Organizației Națiunilor Unite (între 1 ianuarie 1992 și 31 decembrie 1996) a fost una foarte controversată, în timpul acesteia având loc Genocidul din Ruanda, războiul civil din Angola și războaiele din fosta Iugoslavie, conflicte în care organizația nu a avut un rol eficient. Din această cauză Statele Unite și-au utilizat dreptul de veto la renominalizarea lui Boutros-Ghali pentru al doilea termen de cinci ani motivând ineficiența acțiunilor ONU. Susținătorii lui Boutros-Ghali în schimb au acuzat Statele Unite de blocarea acțiunilor ONU.

#### Secretar General al Francofoniei
După părăsirea postului de Secretar General al Organizației Națiunilor Unite, Boutros-Ghali a ocupat postul de Secretar General al Francofoniei, între anii 1997 și 2002, concretizând astfel apropierea sa diplomatică de Franța, pe scena internațională.

### Activitate ulterioară
Din 2002 și până în 2006 a fost vicepreședinte al Înaltului Consiliu al Francofoniei.
A fost spitalizat în mai 2006, la spitalul Val-de-Grâce din Paris, unde a fost supus la unele examene medicale, ca urmare a deteriorării stării sale de sănătate.
În aprilie 2007, i s-a acordat un doctorat onorific de către Universitatea din Québec la Chicoutimi (Canada, Québec, Saguenay).
A participat la lucrările UNESCO, și îndeosebi la Convorbirile secolului al XXI-lea, conduse de Jérome Bindé.

## Sfârșitul vieții
Consiliul de Securitate al Organizației Națiunilor Unite a anunțat, la 16 februarie 2016, moartea, la Cairo, a fostului secretar general al organizației, în vârstă de 93 de ani.

## Lucrări
Boutros Boutros-Ghali a publicat : 
- Le mouvement afro-asiatique (Paris, PUF, 1969). Lucrarea este semnată alături de Simone Dreyfus și preia în parte informații din teza de doctorat a lui Boutros-Ghali despre mișcarea afro-asiatică (susținută la Science Po în 1949).
- Egypt's road to Jerusalem (1997)/ediția franceză Le Chemin de Jérusalem (Paris, Editions Fayard, 1997). Lucrarea descrie modul în care a ajuns în diplomație și negocierile care au condus la Tratatul de Pace dintre Egipt și Israel. Este considerată a fi cea mai bună lucrare a lui Boutros-Ghali, iar mare parte din materialele documentare care stau la baza cărții au fost donate de autor Institutului Hoover;
- Unvanquished: A U.S.-U.N. Saga (1999), despre perioada în care a fost Secretar General al Organizației Națiunilor Unite.
- Soixante ans de conflit israélo-arabe (Bruxelles, Editions Complexes, 2006), ultima carte a lui Boutros Boutros-Ghali, în dialog cu Shimon Peres și André Versaille.